# 소흐라브 모라디
소흐라브 모라디 샤가리에(페르시아어: سهراب مرادی شاهقریه‎, 1988년 9월 22일~)는 이란의 전직 역도 선수이다. 2016년 하계 올림픽 남자 역도 미들헤비급 종목에서 금메달을 획득했고 세계 선수권 대회에서 금메달 2개를 획득했다.